# Peychay
La Peychay est un ruisseau français du département de la Dordogne, affluent en rive gauche de la Dronne et sous-affluent de la Dordogne par l'Isle.

## Géographie

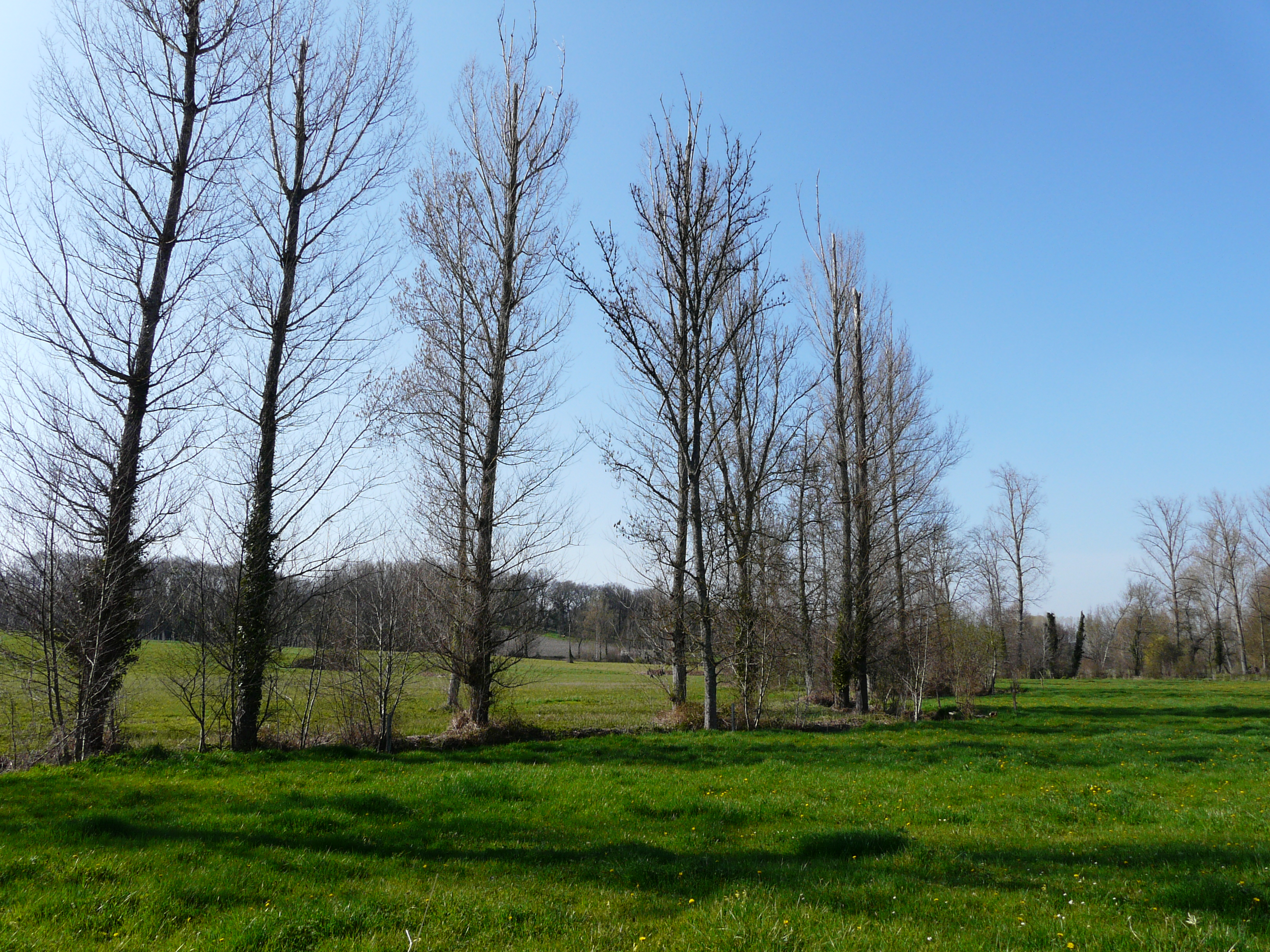
La vallée de la Peychay près du lieu-dit les Peyronnets, entre Saint-Méard-de-Drône et Ribérac.

La Peychay prend sa source vers 180 mètres d'altitude sur la commune de Segonzac, un kilomètre au sud-ouest du bourg, à l'est du lieu-dit la Fayardie. 
Peu avant sa confluence avec la Dronne, elle se sépare en deux bras, le plus long mesurant 1,1 km.
Elle rejoint la Dronne en rive gauche à 60 mètres d'altitude, au sud-est du bourg de Villetoureix, en limite des communes de Ribérac et Saint-Méard-de-Drône.
Les cinq derniers kilomètres de son cours servent de limite naturelle à quatre communes : Saint-Martin-de-Ribérac et Ribérac à l'ouest contre Saint-Pardoux-de-Drône et Saint-Méard-de-Drône à l'est.
Sa longueur est de 10,5 km.

### Affluents
Parmi les sept affluents répertoriés par le Sandre, le principal est la Gilardie en rive gauche, un ruisseau de 3,6 km.

### Communes traversées
À l'intérieur du département de la Dordogne, la Peychay arrose six communes,, soit d'amont vers l'aval :
- Segonzac (source)
- Saint-Pardoux-de-Drône
- Saint-Sulpice-de-Roumagnac
- Saint-Martin-de-Ribérac
- Saint-Méard-de-Drône (confluence)
- Ribérac (confluence)

## Hydrologie

### Risque inondation
Un plan de prévention du risque inondation (PPRI) a été approuvé en 2014 pour dix-neuf communes riveraines de la Dronne, affectant ses rives ainsi que la partie aval de son affluent la Peychay sur ses 1 800 derniers mètres.

## Monuments ou sites remarquables à proximité
À Segonzac, la Peychay passe 350 mètres à l'est du château de la Martinie, puis à 300 mètres au nord du château de Segonzac. À Saint-Méard-de-Drône, elle s'écoule en contrebas du château de Fontenille, à environ 400 mètres au sud-est.

## Galerie

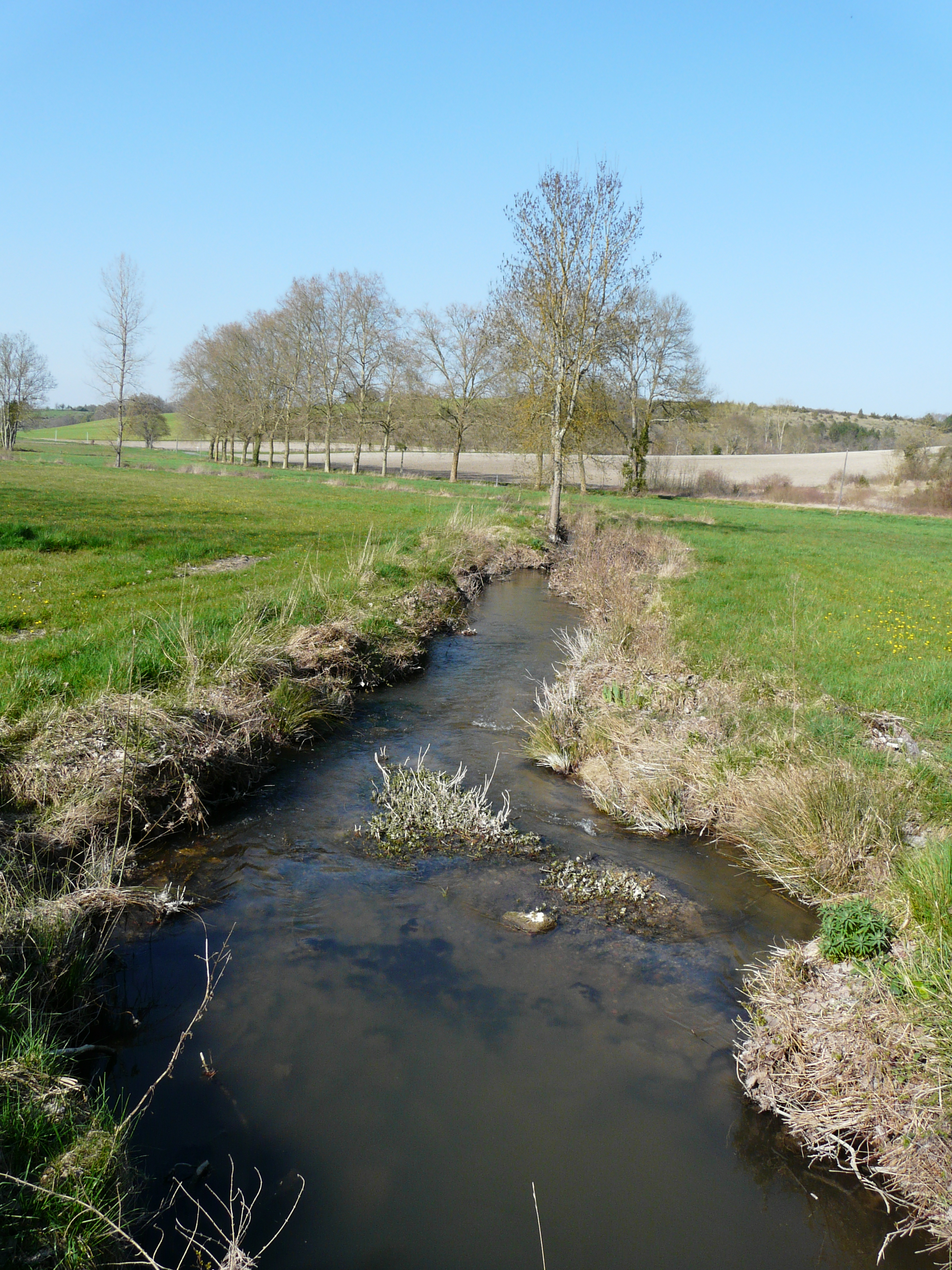
Près du lieu-dit le Grand-Champ, entre Saint-Pardoux-de-Drône et Saint-Martin-de-Ribérac.
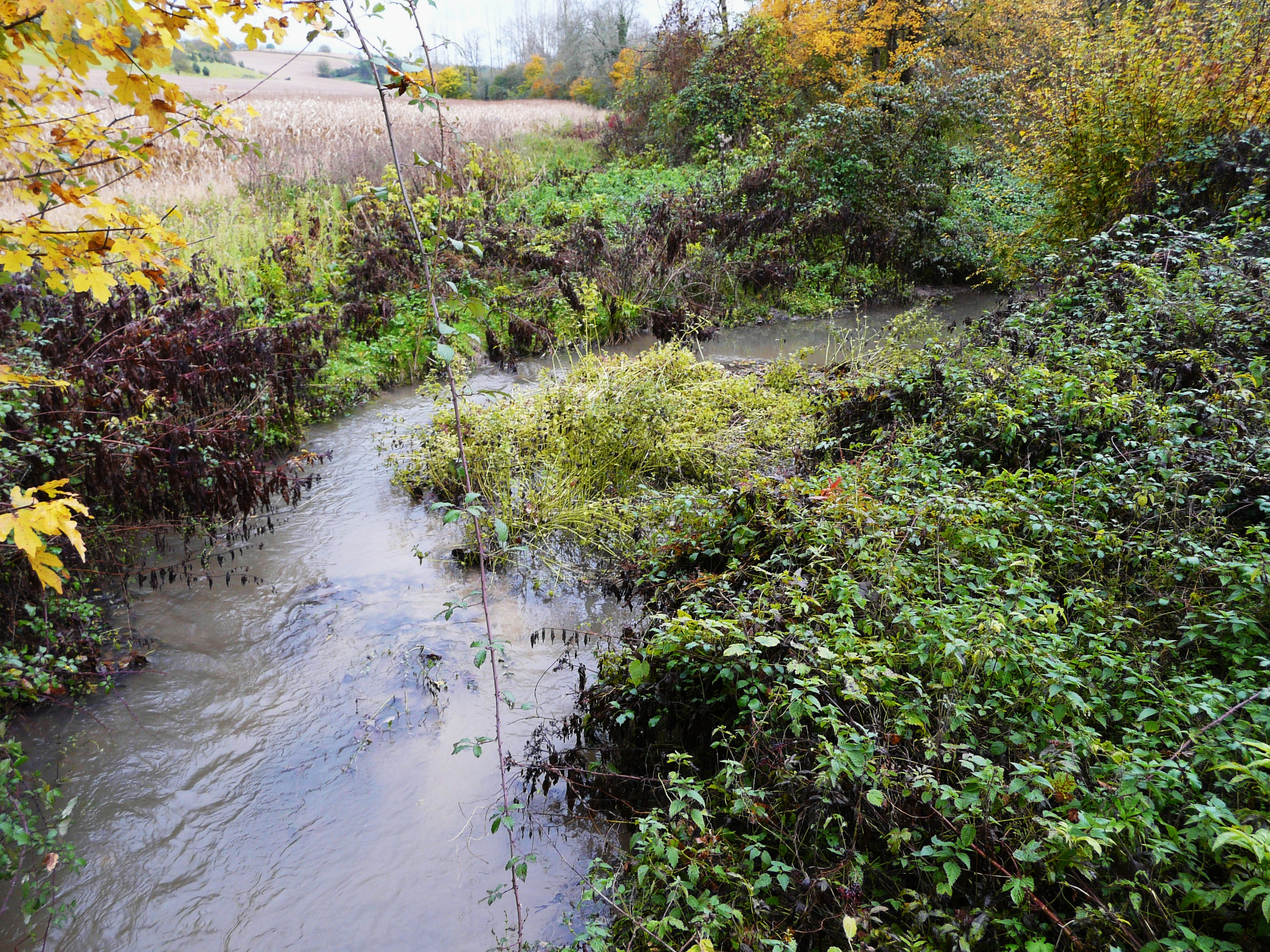
Près du lieu-dit les Bigoussies, entre Saint-Méard-de-Drône et Ribérac.